# Nadia Comăneci
Nadia Elena Comăneci (Onești, 12 de novembro de 1961) é uma ex-ginasta romena, que disputou a modalidade artística e é ainda hoje tida como um ídolo mundial esportivo.
Uma das primeiras alunas do treinador Béla Károlyi, enquanto atleta, conquistou nove medalhas olímpicas, cinco delas de ouro, foi a primeira ginasta a receber uma nota dez — desempenho perfeito — em um evento olímpico de ginástica artística, arquiva quatro medalhas mundiais e doze medalhas europeias. Ao lado da russa Svetlana Khorkina, Nadia é detentora do tricampeonato do individual geral continental, além de bicampeã olímpica na trave de equilíbrio. Em campeonatos nacionais, é ainda pentacampeã do concurso geral.
Desde que deixou a vida de atleta profissional, Comăneci continuou envolvida com o desporto: hoje é membro de algumas associações e federações, bem como fundadora de uma instituição filantrópica e colaboradora em diversas outras tanto na Romênia quanto nos Estados Unidos, além de também colaborar para a revista International Gymnast — a publicação mais veiculada da ginástica — ao lado do marido, também ex-ginasta, Bart Conner. Por suas notas e conquistas, é considerada uma das maiores ginastas da modalidade de todos os tempos. Fugida do regime comunista da Romênia, radicou-se nos Estados Unidos e tornou-se cidadã norte-americana. Lá, teve seu primeiro e único filho, Dylan, e abriu um ginásio e uma empresa de equipamentos gímnicos, que produz uma linha de vestuários.
Como premiações, recebeu a Ordem Olímpica por duas vezes, na primeira delas, como a atleta mais jovem a atingir tal distinção; foi eleita uma das cem mulheres mais importantes do século XX; figura, desde 1993, no International Gymnastics Hall of Fame, no qual fora a segunda inserida desde a inauguração da honraria; foi eleita pelo líder comunista romeno, Nicolae Ceauşescu, uma heroína do trabalho socialista, feito este atingido como a mais jovem; também fora eleita, na Romênia, a atleta mais importante do país, em votação realizada no ano de 2006; em 2007, foi escolhida pelo público a celebridade mais confiável da nação, foi eleita a melhor atleta do século XX pelo jornal português Mundo Desportivo, e recebeu da Academia Mundial de Recordes, o título de recordista mundial em sua modalidade.

## Biografia
Nascida em uma cidade fabril das montanhas da Romênia, Nadia é filha de Gheorghe Comăneci e Stefania Alexandrina e irmã mais velha de Adrian. Seu prenome vem do diminutivo russo para Nadiejda e significa esperança. Segundo sua mãe, durante a gravidez ela assistia a um filme, cuja protagonista atendia por este nome e decidiu que sua filha assim se chamaria também. Com a família, a jovem viveu em um pequeno apartamento de Onești. Ativa durante a infância, adorava tanto saltar que quebrou as molas de quatro sofás em casa. Certa vez, brincando de ginasta com uma amiga no pátio da escola, foi reparada por Béla Karolyi, que, aproximando-se para falar com as meninas, ouviu o sinal tocar e as pequenas sumirem para dentro do colégio. Insatisfeito, entrou na escola e, classe por classe, foi atrás das duas garotas. Na terceira investida, as encontrou e, de, imediato as convenceu a fazerem o teste para treinar. Nadia andou sobre a trave, aparelho do qual as crianças tinham medo, saltou e cumpriu os requisitos da prova para iniciar seus treinamentos aos seis anos de idade. Na ocasião, o treinador declarou ser a menina a pupila perfeita: "Ela não conhece o medo."
Oito anos mais tarde, quando adolescente, cultivava em sua coleção cerca de duzentas bonecas, outra paixão além da ginástica. Nessa época, vieram seus primeiros grandes êxitos. Em 1976, Nadia, aos quinze anos, foi eleita a personalidade do ano dentre os componentes de sua categoria, além de escolhida a atleta feminina geral do ano e figurar nas capas das revistas Time e Sports Illustrated, devido a seus êxitos inéditos nos Jogos Olímpicos. Em setembro do mesmo ano, um canal da TV norte-americana viajou até Onești para filmar um especial de uma hora sobre a ginasta, que foi ao ar pela CBS em novembro. Dois anos após tornar-se destaque na modalidade artística, seus pais divorciaram-se, fato este que gerou boatos a respeito de seus ruins resultados, incluídos os atingidos no Mundial, terem ligação com sua vida pessoal à época e não apenas com os treinamentos. Adiante, foi eleita pelo líder comunista romeno, Nicolae Ceauşescu, uma heroína do trabalho socialista, feito este atingido como a mais jovem. Na festa de premiação, ao ser questionada sobre o próximo passo, a menina timidamente respondeu que só queria voltar para casa.
Em 1984, então aos 23 anos, após já encerrada sua carreira de ginasta, assistiu aos Jogos de Los Angeles como convidada VIP do organizador geral Peter Uberoth. No mesmo ano, recebeu a honraria mais importante cedida pelo Comitê Olímpico Internacional, a Ordem Olímpica, o que a tornou a atleta mais jovem a recebê-lo. Em novembro de 1989, poucas semanas antes da Revolução que atingiu seu país e culminou na morte do líder comunista Nicolae, Nadia refugiou-se com um grupo de outros jovens, passando por Hungria, Áustria e, finalmente, Estados Unidos. Inicialmente, sua chegada ao país norte-americano não fora bem vista, em decorrência de sua proximidade com Constantin Panait — um refugiado radicado nos Estados Unidos e desgostado pelo passado desordeiro — que a explorou e extorquiu, segundo rumores ainda ditos, pois a ex-atleta pouco fala sobre o assunto. Um ano mais tarde, com a ajuda dos amigos, ela própria distanciou-se de Panait e mudou-se para Montreal, onde morou na casa de Alexandru Stefu, treinador de rugby, e sua esposa. No ano seguinte, Stefu faleceu em um acidente e, Bart Conner, que a conheceu em 1976 durante a Copa América, lhe convidou para viver e trabalhar com ele em Oklahoma, o que a fez retornar aos Estados Unidos. Durante esse período, Nadia, em meados de 1993, fora inserida no International Gymnastics Hall of Fame, tornando-se então a segunda ginasta a receber a homenagem. Anterior a ela, apenas a soviética Olga Korbut, em 1988. Posterior a esta honraria, em 12 de novembro de 1994, Conner a pediu em casamento e os dois ex-ginastas apresentaram-se ao público como noivos. Juntos a dois anos, Comăneci, ao lado do futuro esposo, voltou pela segunda vez à Romênia, desde a queda do comunismo de Ceauşescu. Em evento realizado no Palácio Presidencial, casaram-se em 27 de abril, na cidade de Bucareste, em cerimônia religiosa televisionada no país. Um dia antes, haviam se casado no civil.
Fluente em romeno, inglês e francês, Nadia em 2001, tornou-se também uma cidadã norte-americana. Três anos depois, recebeu a Ordem Olímpica mais uma vez, o que lhe rendeu uma nova marca: foi a primeira homenageada a receber a distinção por duas vezes. Quatro anos mais tarde, a ex-atleta recebeu uma nova honraria: foi a quarta colocada no "Top 20" dos mais importantes atletas dos últimos 150 anos após um estudo publicado na Forbes. Em sua vida pessoal, a 3 de junho de 2006, saudou seu primeiro e único filho, chamado Dylan Paul Conner, com o qual fala em romeno. Em agosto do mesmo ano, foi eleita a personalidade esportiva mais importante da Romênia. Um ano mais tarde, novamente eleita pelo público, dessa vez em pesquisa realizada pela revista Reader's Digest, tornou-se a personalidade mais confiável entre os romenos. Em um total de 10,00, Nadia chegou a 8,98 entre cem personalidades nacionais do mundo artístico, científico e político. Internacionalmente, durante a festa esportiva do jornal português "Mundo Desportivo", recebeu o prêmio de melhor atleta internacional do século XX. No evento, declarou esperar que um grande campeão saia do ginásio que administra com seu marido. Em meados no ano, Nadia recebeu mais uma honraria: foi eleita a mulher recordista mundial em sua modalidade, pela Academia Mundial de Recordes.
Em março de 2008, o técnico Nicolae Forminte associou o nome de Nadia com a crise da ginástica romena. Para ele, nem a ex-atleta inspirava mais as novas gerações, que contava com um número limitado de ginastas de alta capacitação, que treinavam com limitações médicas. Para o treinador, as jovens não mais sonhavam em ser a próxima Nadia Comăneci, e esse sentimento era causado também pela migração da atleta, de fisioterapeutas e técnicos da modalidade para outras nações, como os Estados Unidos. Em uma entrevista posterior, sem responder a esta específica crítica de Forminte, Nadia declarou que, ao contrário dos boatos e mal dizeres, não perdeu sua infância devido aos exigentes treinamentos de Béla Károlyi, pois sempre amou o que fazia e fazia com responsabilidade:
| “ | Basicamente, eu tenho minha vida hoje como resultado do que fiz enquanto criança. O que eu perdi? Sim, perdi os passeios no shopping, acho, mas isso não é grande coisa porque você não ganha uma medalha por isso. | ” |

Em sua época de atleta, Comăneci realizou feitos até então inéditos e tornou-se conhecida internacionalmente por difundir uma nova era na modalidade feminina mundial, lançada anteriormente pelas norte-americana Cathy Rigby e pela soviética Olga Korbut, na qual ginastas adolescentes, mais baixas, esguias, destemidas e com sorriso de menina, apresentavam novos movimentos, mais técnicos e dinâmicos, embora ainda com a graça e a leveza vistas na época de ginastas como Larissa Latynina e Ágnes Keleti.

## Carreira

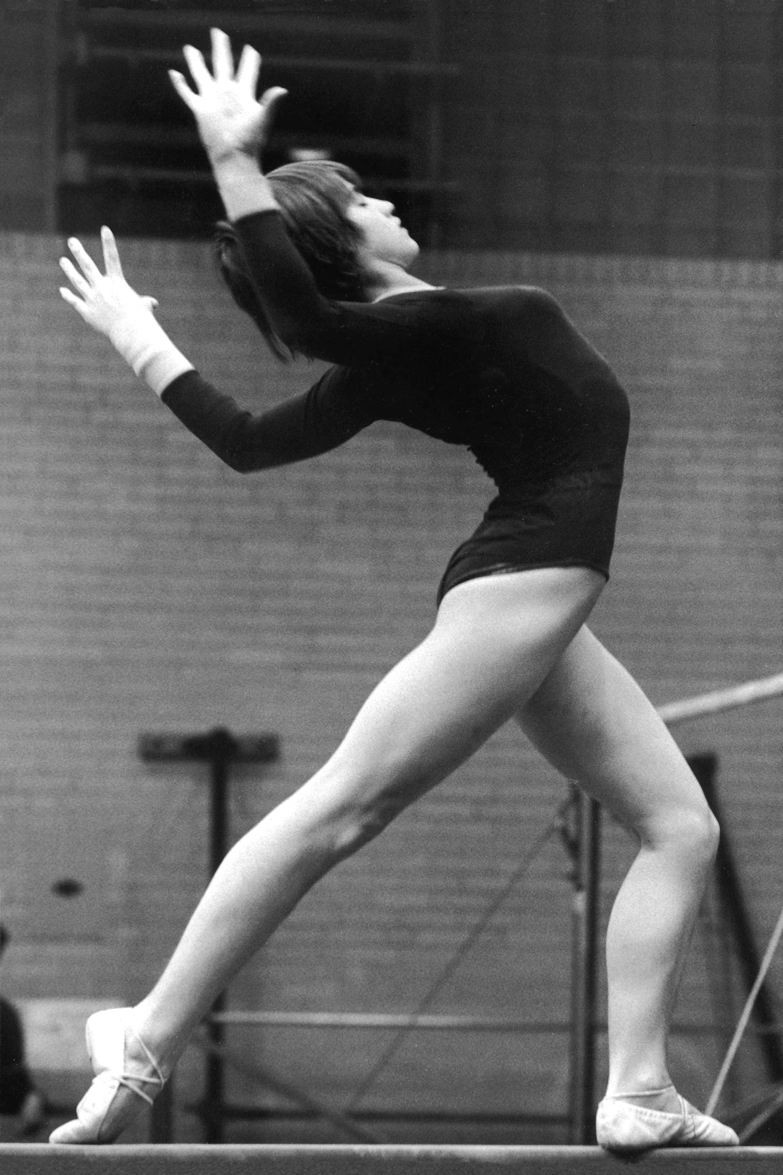
Nadia, em 1977, ano em que se tornou bicampeã europeia individual geral.

Comăneci começou seus treinamentos na ginástica sob os cuidados do casal Béla e Marta Károlyi, aos seis anos. Mais tarde, começaram seus treinamentos pela equipe romena nacional. Em 1976, ano olímpico, a ginasta entrou para a elite sênior do país. Nadia era conhecida por sua técnica clara, inovadora e de dificuldade original, adquirida na escola Károlyi. Em decorrência disso, alguns de seus movimentos foram incluídos na Tabela de Elementos do Código de Pontos. Como exemplo tem-se o double back e o double twist, ambos executados nas assimétricas e nomeados com o sobrenome da atleta: Comăneci.

### ROM Júnior
Comăneci começou na ginástica treinando na equipe Flame, do colégio. Aos seis anos, foi convidada a participar da escola experimental de Béla Károlyi, na qual passou no teste do treinador. Aos sete, já treinava na equipe, sendo uma das primeiras estudantes do novo ginásio estabelecido em sua cidade natal. Durante este período, passou a treinar seis dias por semana, quatro horas por dia. A menina era a primeira a chegar, aquecer, praticar e aprimorar intensamente os mesmos movimentos. Já apta a competir, disputou sua primeira competição: o Campeonato Nacional Romeno, no qual foi a mais jovem ginasta a atingir a 13.ª posição, a melhor posição até então. No ano seguinte, começou a competir como membro da equipe júnior da cidade e tornou-se a ginasta mais jovem a conquistar uma medalha de ouro em um campeonato nacional romeno. Em 1971 veio seu primeiro campeonato internacional, Romênia vs Iugoslávia. Nele, Nadia venceu seu primeiro individual geral e contribuiu com boas notas para a conquista da medalha de ouro por equipes. Nos dois anos seguintes não houve grandes competições e a ginasta disputou campeonatos nacionais e encontros com Hungria, Itália e Polônia. Ao fim de 1973, no Torneio da Amizade Júnior, a competição mais importante da época para os ginastas da categoria, Comăneci venceu no concurso geral, no salto sobre o cavalo e nas barras assimétricas.
Aos treze anos, Nadia disputou o Campeonato Europeu de 1975, realizado na cidade de Skien, na Noruega. Nesta edição, conquistou o individual geral, após superar a multimedalhista Ludmilla Tourischeva, e as provas por aparelhos do salto, das barras assimétricas e da trave de equilíbrio. No solo, encerrou com a medalha de prata, superada pela soviética Nellie Kim. Nesse mesmo ano, a ginasta ainda competiu no Champions All e conquistou uma medalha de ouro no concurso geral. Já no Campeonato Nacional Romeno, conquistou as medalhas de ouro no individual geral individual, no salto, na trave e nas barras assimétricas. No solo, mais uma vez encerrou na segunda colocação. 1975 também foi ano de disputa no Pré-olímpico. Nele, Comăneci conquistou o individual geral e as barras assimétricas. No salto e no solo, ficou com a medalha de prata, e na trave foi a terceira colocada. No Campeonato Romeno, conquistou a medalha de ouro no all around, por equipes, no salto, nas barras assimétricas e na trave. No solo, foi mais uma vez a vice-campeã.
Com cinco anos na categoria júnior, a atleta arquivou 55 medalhas, dentre as quais catorze vitórias no concurso geral, em vinte eventos nacionais e internacionais disputados.

### ROM Sênior
Sua entrada na categoria sênior do país deu-se a tempo de permiti-la participar dos Jogos Olímpicos de Montreal. No princípio de 1976, a ginasta participou da primeira edição da Copa América, realizada no Madison Square Garden, local onde conheceu o atleta nacional Bart Conner, em Nova Iorque. Na disputa, atingiu suas primeiras notas dez, alcançadas na prova do salto, tanto na classificatória quanto na final do aparelho. Para encerrar, conquistou a vitória no evento geral individual e tornou-se a primeira ginasta a realizar um duplo mortal invertido como saída das paralelas assimétricas. Ao longo deste ano, disputou cinco duelos entre Canadá, Alemanha Ocidental, Grã-Bretanha, Estados Unidos e Países Baixos, dos quais saiu vitoriosa nas provas por equipes e do concurso geral. No Nacional Romeno, conquistou seu bicampeonato ao atingir a primeira vitória da categoria sênior nesta competição. Ao fim do ano, Comăneci ainda competiu na Copa Chunichi, no Japão, na qual conquistou as medalhas de ouro no salto sobre o cavalo e nas barras assimétricas, além de atingir a nota dez em dois aparelhos. Em 1977, Nadia tornou-se octacampeã por equipes e no concurso geral após sair-se campeã em três outros duelos contra Espanha, França e mais uma vez, Estados Unidos. Ainda internacionalmente, a ginasta manteve seu título no individual geral do Campeonato Europeu de Praga, no qual também conquistou o ouro nas barras assimétricas, empatada com a soviética Elena Mukhina, e a prata no salto. Porém, uma ordem do governante romeno Ceauşescu, fez com que toda a equipe retornasse da competição, abandonando assim, os eventos finais da trave de equilíbrio e do solo. De volta ao país, as ginastas descobriram que deveriam deixar seus técnicos para treinarem no complexo esportivo escolhido pelo comunista. Tal acontecimento prejudicou o desempenho de Comăneci no Campeonato Mundial do ano seguinte e nas demais competições, embora tenha vencido um novo duelo, contra a Itália, tanto coletiva quanto individualmente. Para encerrar 1977, as romenas partiram para uma turnê entre México e Estados Unidos, na qual a ginasta apresentou-se mais alta e mais encorpada, embora ainda atraindo bastante a atenção do público.
Afastada das competições durante o ano, ao fim do Mundial de 1978, Nadia pôde voltar a treinar com os Károlyi e, no ano seguinte, em 1979, venceu seu terceiro all around seguido no Campeonato Europeu em Copenhagen, ao superar a compatriota Emilia Eberle, campeã nacional no ano anterior, e tornar-se assim a primeira ginasta, entre homens a mulheres, tricampeã europeia. As medalhas de ouro no salto sobre o cavalo e no solo, além da de bronze nas assimétricas, somaram-se as suas conquistas nesta edição continental. Adiante, no Champions All venceu a disputa geral. Já na Final da Copa do Mundo de Tóquio, atingiu a vitória em três aparelhos, mas notas insuficientes para subir ao pódio no concurso geral. No ano seguinte, ainda participou das Olimpíadas de Moscou e do duelo Romênia vs Itália, do qual, novamente saiu-se vitoriosa nas provas do individual geral e por equipes. Em 1981, participou de uma turnê de exibição gímnica nos Estados Unidos e da Universíada de Bucareste, na qual foi a vitoriosa em cinco das seis provas disputadas: a única exceção foi na trave. Após, Comăneci retirou-se das competições aos vinte anos de idade. Contudo, sua cerimônia oficial de afastamento, ocorreu apenas em 1984, em Bucareste, a pedido do Comitê Olímpico Internacional.

## Campeonato Mundial de Ginástica Artística
Foram duas as participações de Comăneci em Mundiais. Entre os anos de 1978 e 1979, a ginasta obteve quatro medalhas.

### Estrasburgo 1978
O Mundial da França ocorreu no mês de novembro. Em sua estreia em competições deste nível, aos dezessete anos, Nadia esteve presente em quatro finais.
A primeira delas veio através da disputa coletiva: Ao lado de  Emilia Eberle, Marilena Neacşu, Teodora Ungureanu, Anca Grigoraş e Marilena Vladarau, a ginasta terminou com a medalha de prata por equipes, atrás somente das atletas da União Soviética. Considerada a principal potência do esporte e lideradas por Nellie Kim e Maria Filatova, as ginastas do bloco saíram campeã na prova ao distanciarem-se das romenas por 16,895 pontos. A Alemanha Oriental completou o pódio desta edição. Classificada para o individual geral, durante as rotações, classificou-se em segundo lugar após apresentação nas paralelas assimétricas. Visivelmente mais alta e mais pesada, parte devido a puberdade, seu ponto de equilíbrio modificou-se e Nadia caiu durante os exercícios de solo e não atingiu nota para subir ao pódio, em prova dominada pelas soviéticas Elena Mukhina, Nellie Kim e Natalia Shaposhnikova.
Nas finais por aparelhos, a atleta esteve presente em duas: na do salto sobre o cavalo, por 0,025 não superou a soviética Nellie Kim e terminou a disputa com a medalha de prata, ao receber a nota 19,600 contra 19,625; já na trave de equilíbrio, ao totalizar 19,625, terminou com a primeira posição, à frente da soviética Elena Mukhina, também por 0,025, e da compatriota Emilia Eberle, medalhista de bronze.

### Ft. Worth 1979
Em sua segunda e última participação em Mundiais, esta realizada em dezembro, Nadia, já de volta a treinar com Béla e Marta Károlyi em Deva, permaneceu motivada para a competição. Contudo, uma contaminação sanguínea, causada pela exposição a metais nas mãos, e um inchaço no pulso prejudicaram sua permanência no evento.
Contrariando ordens médicas, a ginasta competiu com a equipe, formada ainda por Rodica Dunca, Emilia Eberle, Melita Ruhn, Dumitriţa Turner e Marilena Vladarau, para conquistar sua segunda medalha de ouro em Mundiais, a primeira da história da Romênia em eventos coletivos nesta competição. Ao final das rotações, somaram 389,550 pontos e mantiveram-se a frente das atuais campeãs mundiais por 0,825, depois de dado o resultado final das adversárias, que atingiram 388,725 pontos, 0,650 a frente das terceiras no ranking — a Alemanha Oriental, que repetiu a colocação do Mundial anterior e novamente completou o pódio desta edição. Deste modo, encerrou sua participação em Campeonatos Mundiais com a conquista de quatro medalhas — duas de ouro e duas de prata. Após a disputa, Nadia permaneceu internada por alguns dias no All Saints Hospital, localizado no Condado de Oldham, também no estado do Texas, para se recuperar do esforço exigido na competição e da pequena cirurgia realizada para amenizar os efeitos da contaminação.

## Jogos Olímpicos
Foram duas as participações de Comăneci em Jogos Olímpicos: Montreal 1976 e Moscou 1980.

### Montreal 1976

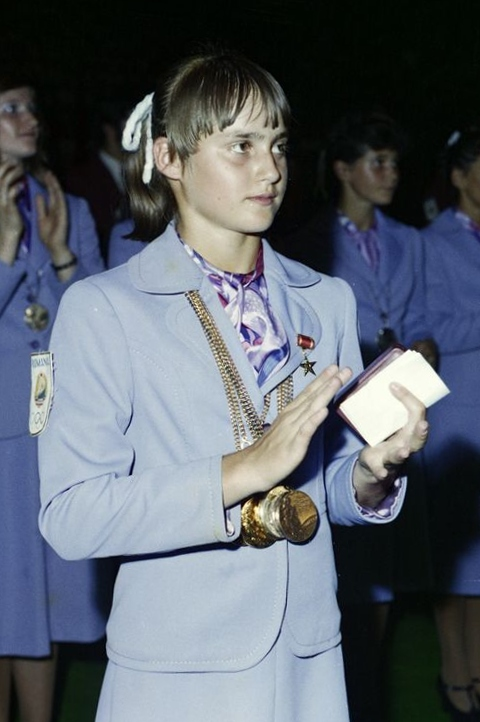
Comăneci em 1976.

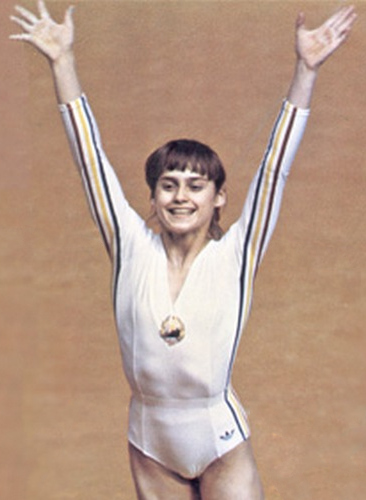
Comăneci em 1976.

Sua estreia em Jogos Olímpicos foi aos catorze anos, na edição de 1976 realizada no mês de julho, no Canadá. Na ocasião, a ginasta esteve presente em seis das seis finais possíveis.
Na competição qualificatória, realizada no dia 18 de julho, a romena executou nas paralelas assimétricas uma rotina arrojada, que agradou ao público. No final da apresentação, após análise dos árbitros, o placar mostrou a nota 1.00. Em um primeiro momento, o ginásio ficara em silêncio, sem entender como aquela técnica poderia receber um score tão baixo. Contudo, não se passou muito e logo percebeu-se a fragilidade dos placares: como um dez perfeito nunca havia sido atingido antes, não foram programados para registrar tal marca. Assim, pela primeira vez na história olímpica, uma ginasta recebia o chamado 'dez perfeito'. No dia seguinte, durante a final por equipes, Nadia atingiu suas segunda e terceira notas dez ao executar o seu exercício na trave de equilíbrio e, novamente, nas barras assimétricas. Ao final, apesar das notas alcançadas, a Romênia encerrou na segunda colocação. Ao lado das companheiras de equipes, Teodora Ungureanu, Mariana Constantin, Anca Grigoraş, Gabriela Truşca e Georgeta Gabor, Comăneci conquistou a medalha de prata, ao ser superada pela União Soviética de Ludmilla Tourischeva. Em 21 de julho, na final do concurso geral, tirou sua terceira nota dez nas assimétricas, e sua segunda na trave, para conquistar a medalha de ouro na competição, após somar 79,275 — 0,600 a frente da segunda colocada, Nellie Kim — em prova que reuniu um total de 36 ginastas, dentre as quais três eram da Romênia nas primeiras quinze posições.
Nas finais por aparelhos, sucedidas em 23 de julho de 1976, a atleta atingiu suas sexta e sétima notas dez, mais uma vez nas paralelas e na trave. Como resultado, conquistou mais duas medalhas de ouro. Na trave, encerrou a frente da também soviética Olga Korbut, enquanto nas assimétricas superou a compatriota Ungureanu; no solo, encerrou na terceira colocação, atrás das soviéticas que havia superado dois dias antes, no individual geral; por fim, no salto, sem subir ao pódio, foi a quarta classificada em disputa vencida por Kim.
Assim, a ginasta encerrou sua primeira participação olímpica como a primeira romena a conquistar um all around em Olimpíadas e como a atleta mais jovem a vencer tal evento. Hoje, este feito, mediante as novas regras estabelecidas pela Federação Internacional de Ginástica, tornou-se inviável de ser alcançado, pois a idade mínima — antes sendo de catorze anos — subiu para dezesseis e o dez perfeito foi dividido em notas A (de partida, chamada nota D de dificuldade) e B (de execução, chamada nota E).

### Moscou 1980
Em 1980, Comăneci despediu-se dos Jogos Olímpicos com a participação na edição de Moscou, Rússia. Nestes Jogos, a ginasta conquistou o direito de disputar cinco das seis finais possíveis durante a fase qualificatória.
Agora, aos dezoito anos, conquistou sua segunda medalha de prata na disputa coletiva, ao ser novamente superada pelas soviéticas. Somando 196,80, a equipe romena, formada por Nadia, Emilia Eberle, Rodica Dunca, Melita Rühn, Dumitriţa Turner e Cristina Grigoraş, encerrou na segunda colocação por 0,350 ponto de diferença para as vencedoras. No individual geral, 36 atletas disputaram as rotações que compunham o evento. Após o encerramento delas, a atleta totalizou 79,075, suficiente para empatar na segunda posição com a alemã oriental Maxi Gnauck. No entanto, foram 0,075 ponto atrás da medalhista de ouro, Yelena Davydova. Com melhor desempenho, as três romenas presentes nesta prova realizada no dia 24 de julho, terminaram entre as dez primeiras posições.
Nas finais por aparelhos, a ginasta disputou três dos quatro. Apenas nas barras assimétricas, aparato que lhe rendeu a primeira nota dez olímpica, não disputou medalha, tendo encerrado na vigésima posição. No salto sobre o cavalo, em disputa vencida por Natalia Shaposhnikova, Comăneci encerrou na quinta colocação, com o total de 19,350. Na trave de equilíbrio, em prova sucedida no dia 25 de julho, somou 19,800 pontos — 0,050 a frente da campeã do concurso geral — e conquistou seu bicampeonato no aparelho. Nos exercícios de solo, disputados no mesmo dia, conquistou sua segunda medalha de ouro desta edição, a quinta da carreira, após somar 19,875 e empatar com Nellie Kim.
Assim, Comăneci encerrou suas participações olímpicas com um total de cinco medalhas de ouro, três de prata e uma de bronze.

## Principais resultados
| Ano  | Evento                                    | AA                | Equipe           | Salto sobre o cavalo. | Trave.            | Barras assimétricas. | Solo.             |
| ---- | ----------------------------------------- | ----------------- | ---------------- | --------------------- | ----------------- | -------------------- | ----------------- |
| 1971 | Campeonato da República (categoria III)   | 4.º               | Medalha de ouro  |                       |                   |                      |                   |
| 1971 | Copa Romena de Ginástica (categoria IV)   | Medalha de ouro   |                  | Medalha de ouro       |                   | Medalha de ouro      |                   |
| 1972 | Campeonato da República (júnior)          | Medalha de ouro   | Medalha de ouro  |                       |                   |                      |                   |
| 1972 | Torneio da Amizade Júnior                 |                   |                  | 4.º                   | 6.º               | Medalha de ouro      | Medalha de ouro   |
| 1973 | Campeonato Internacional da Romênia       | Medalha de ouro   | Medalha de ouro  | Medalha de ouro       | Medalha de ouro   | Medalha de ouro      |                   |
| 1973 | Campeonato das Escolas                    | Medalha de bronze |                  |                       |                   |                      |                   |
| 1975 | Champions All                             | Medalha de ouro   |                  |                       |                   |                      |                   |
| 1975 | Campeonato Europeu                        | Medalha de ouro   | Medalha de ouro  | Medalha de ouro       |                   | Medalha de ouro      | Medalha de prata  |
| 1975 | Pré-Olímpico                              | Medalha de ouro   |                  | Medalha de prata      | Medalha de bronze | Medalha de ouro      | Medalha de bronze |
| 1975 | Campeonato Nacional Romeno                | Medalha de ouro   | Medalha de ouro  | Medalha de ouro       | Medalha de ouro   | Medalha de ouro      | Medalha de prata  |
| 1976 | American Cup                              | Medalha de ouro   |                  |                       |                   |                      |                   |
| 1976 | Copa Chunichi                             | Medalha de ouro   |                  |                       |                   |                      |                   |
| 1976 | Jogos Olímpicos                           | Medalha de ouro   | Medalha de prata | 4.º                   | Medalha de ouro   | Medalha de ouro      | Medalha de bronze |
| 1976 | Campeonato Nacional Romeno                | Medalha de ouro   |                  |                       |                   |                      |                   |
| 1977 | Campeonato Europeu                        | Medalha de ouro   | Medalha de ouro  |                       |                   |                      |                   |
| 1977 | Romênia vs Estados Unidos                 | Medalha de ouro   | Medalha de ouro  |                       |                   |                      |                   |
| 1978 | Campeonato Mundial de Ginástica Artística |                   | Medalha de prata | Medalha de prata      | Medalha de ouro   |                      |                   |
| 1979 | Campeonato Europeu                        | Medalha de ouro   | Medalha de ouro  | Medalha de bronze     | Medalha de ouro   |                      |                   |
| 1979 | Campeonato Mundial de Ginástica Artística |                   | Medalha de ouro  |                       |                   |                      |                   |
| 1979 | Copa do Mundo                             |                   |                  | Medalha de ouro       | Medalha de prata  |                      | Medalha de ouro   |
| 1980 | Jogos Olímpicos                           | Medalha de prata  | Medalha de prata |                       | Medalha de ouro   |                      | Medalha de ouro   |
| 1981 | Jogos Universitários                      | Medalha de ouro   | Medalha de ouro  | Medalha de ouro       | Medalha de ouro   | Medalha de ouro      |                   |

## Vida após a ginástica

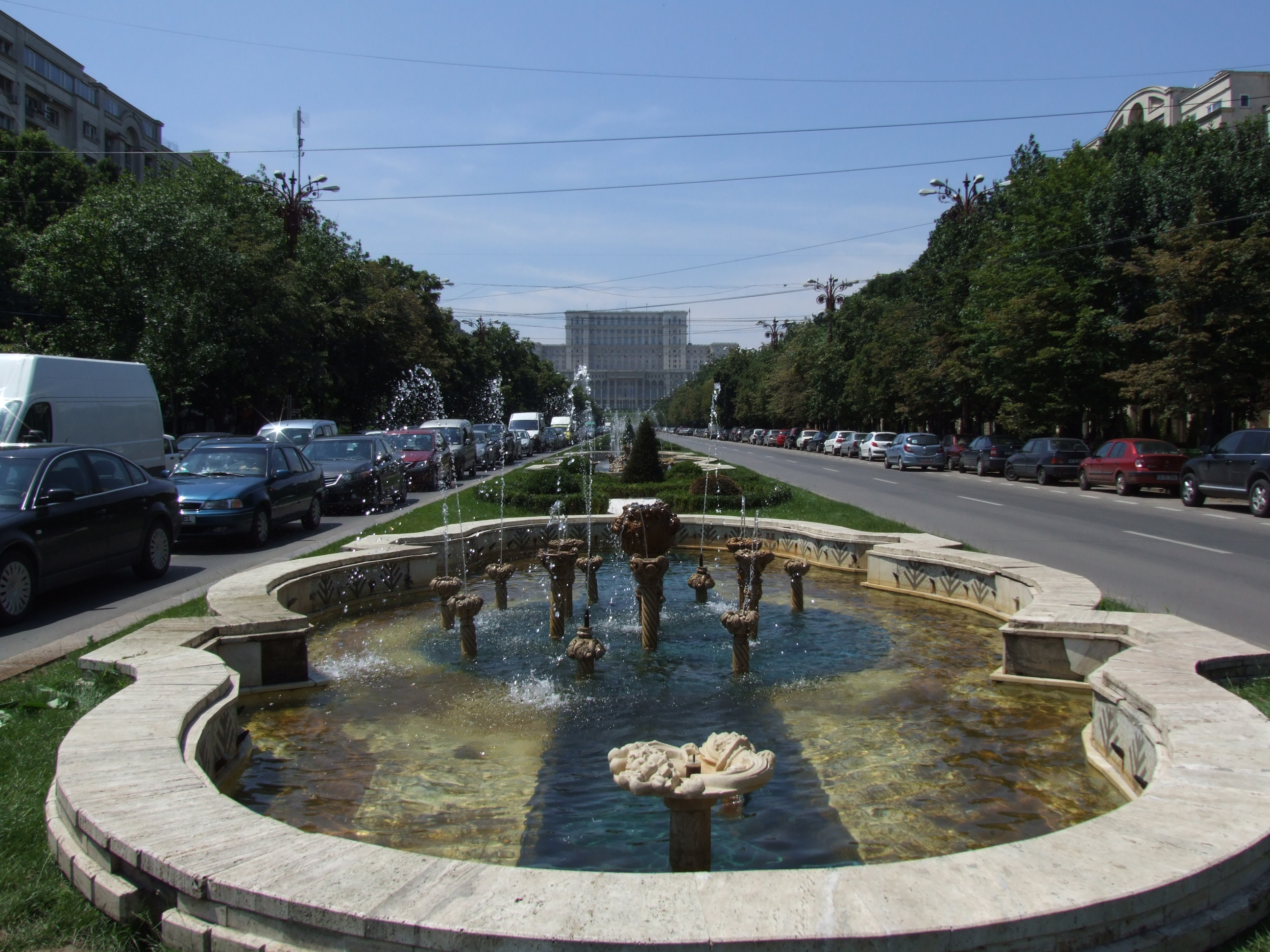
Ao fundo, o Palácio do Parlamento Romeno, local onde casaram-se Nadia e Bart Conner, em 27 de abril de 1996.

No ano de 1984, após encerrar oficialmente a carreira, teve um filme lançado em sua homenagem, intitulado Nadia, no qual a ginasta estadunidense e campeã mundial das barras assimétricas, Marcia Frederick, a interpreta. No mesmo período, graduou-se pelo Instituto de Educação Física e Desportos em Bucareste. Na época de sua formatura, foi convidada a integrar o grupo da Federação Romena de Ginástica como treinadora da equipe júnior do país. Essa função exerceu até o ano de 1989, interrompida pela chegada da Revolução, que pretendia derrubar o líder comunista. Em dezembro, seu pedido de asilo nos Estados Unidos fora atendido e para lá se mudou. Devido a problemas causados por Panait, mudou-se para o Canadá no ano seguinte, onde viveu até 1991 promovendo equipamentos de ginástica e se apresentando em algumas exibições da modalidade. Após a acidental morte de Stefu, que a acolheu, Bart Conner a convidou para trabalhar em seu ginásio, localizado na cidade de Norman. Em dezembro do ano 2000, deu início ao Dia Internacional do Voluntário e tornou-se a primeira atleta a falar como porta-voz da União Nacional.
Em 2003, teve publicada sua autobiografia intitulada Cartas a uma jovem ginasta, na língua original em inglês, Letters to a Young Gymnast. No livro, de 192 páginas, Nadia conta sua trajetória de vida e traços da personalidade da jovem que quebrou recordes, conquistou milhões ao redor do mundo, desencadeou uma nova etapa para o esporte feminino na qual as adolescentes e pré-adolescentes começavam a entrar e ainda é reconhecida após mais de trinta anos de seus feitos inéditos. Na publicação, a ex-atleta mostra também o que é necessário para atingir a perfeição atlética e tornar-se a melhor. Descreve histórias de inspiração e drama de sua própria experiência, como aquela menina achada por Béla Károlyi, que se tornou uma das atletas mais conhecidas no mundo e de como passou a viver após ter realizado o sonho de competir nos Jogos Olímpicos. Para os ginastas mais jovens, partes do livro são consideradas um aconselhamento e um estímulo, não só das práticas esportivas, como de vida.
Nos Estados Unidos, Bart e Nadia trabalham juntos no ginásio da família Bart Conner Gymnastics Academy e na Perfect 10. Inc., uma produtora de televisão. Nadia é ainda colaboradora da revista gímnica International Gymnast, a mais veiculada do esporte, e parceira nas empresas de material e vestuário para a ginástica GymDivas e GripsETC, bem como fundadora da Escola de Ginástica Nadia Comăneci, em Onești. Além disso, é a cônsul-honorária geral entre Romênia e Estados Unidos nas relações entre os dois países. No meio gímnico, é a presidente honorária da Federação de Ginástica Romena e do Comitê Olímpico Romeno, é a embaixatriz dos Esportes da Romênia e membro da Fundação Internacional de Ginástica. Comăneci foi também comentarista no Mundial de Ginástica Artística de Melbourne em 2005 e dos Jogos Olímpicos de Pequim em 2008. Outro trabalho realizado pela ex-ginasta e seu marido, é o de palestrante motivador para os ginastas. Tal função rendeu como fruto um capítulo no livro Awaken the Olympian de John Naber, no qual os dois contam suas trajetórias e ensinam aos jovens a localizar seu foco na vida. No ano de 2005, lançou uma canção componente do CD infanto-juvenil Music Box nr.6, na cidade de Bucareste: rodeada por crianças e adolescentes, a festa de lançamento foi realizada no Dia das Crianças e contou com a presença da ex-atleta e de outras celebridades nacionais, como a também ginasta Andreea Raducan.
Em 2007, durante um evento internacional, declarou que não possui mais tempo para treinar, devido a seu trabalho como uma espécie de embaixadora do esporte, promovendo diversas empresas e instituições do meio. Entre os dias 20 e 22 de fevereiro de 2009, em Oklahoma, fora realizado o primeiro Torneio Internacional Nadia Comăneci, uma outra homenagem dada à ex-atleta: o evento, que não conta com a ginástica artística masculina, foi coletivamente conquistado pela equipe romena e teve como campeã do concurso geral a também romena Sandra Izbasa. Ainda no mesmo ano, ao lado de outros treze campeões olímpicos, entre os quais esteve o velocista Michael Johnson, e dois paraolímpicos, Nadia integrou a comitiva da candidatura de Chicago aos Jogos Olímpicos de 2016 em Copenhagen, na Dinamarca, durante a cerimônia de escolha, que contou com as presenças em favor dos Estados Unidos, de Barack Obama e Oprah Winfrey. Além dos trabalhos e das campanhas realizadas em eventos, sejam eles desportivos ou não, como sua presença em campeonatos internacionais e Olimpíadas, Comăneci figurou publicamente em diversas aparições na televisão, dentre as quais estiveram suas participações nos reality shows The Apprentice de 2008, em dois episódios antes de ser demitida por Donald Trump, e Dancing with the Stars, de 2009, em um episódio, do qual não participou como competidora. Em meados do ano, fundou, em Bucareste, a Clínica Infantil Nadia Comăneci, que auxilia médica e socialmente as crianças romenas órfãs. O projeto pôde ser realizado devido ao investimento de uma parte da receita de seus contratos publicitários. No fim de 2009, em 6 de dezembro, agora para ajudar as ginastas, lançou uma boneca chamada Nadia, para reverter os ganhos da venda à instituição que administra. Na festa de lançamento, realizada em Bucareste, declarou ser uma honra lançar sua boneca para aqueles que amam a ginástica romena.
É uma das 100 Mulheres da lista da BBC de 2017.